# Lluïsa Lizarraga i Gisbert
Lluïsa Lizárraga i Gisbert (Amposta, 12 d'abril de 1960) és una mestra i política catalana, diputada al Congrés dels Diputats en la VIII i IX legislatures.
Ha treballat com a mestra d'educació primària fins a la jubilació i ha estat regidora a l'Ajuntament d'Amposta pel PSC-PSOE i consellera del Consell Comarcal del Montsià.
Ha estat diputada per la província de Tarragona a les eleccions generals espanyoles de 2004 i 2008. Ha estat secretària primera de la Comissió Mixta dels Drets de la Dona i d'Igualtat Oportunitats (2004-2008) i secretària primera de la Comissió de Medi Ambient, Agricultura i Pesca (2008-2011).
Al 2020 el PSC d'Amposta l'elegí com a primera secretaria del partit.